# 11736 Viktorfischl
11736 Viktorfischl è un asteroide della fascia principale. Scoperto nel 1998, presenta un'orbita caratterizzata da un semiasse maggiore pari a 2,4080407 au e da un'eccentricità di 0,1494387, inclinata di 3,34359° rispetto all'eclittica.
L'asteroide è dedicato allo scrittore ceco naturalizzato israeliano Viktor Fischl Avigdor Dagan.